# Variété algébrique non singulière
Une variété algébrique non singulière (ou lisse) est une variété dépourvue de point singulier (en). C'est le cadre naturel de nombre de théorèmes fondamentaux en géométrie algébrique. 

## Définition
On dit qu'une variété algébrique {\displaystyle X} est régulière lorsque son anneau local {\displaystyle O_{X,x}} est un anneau local régulier pour tout point {\displaystyle x\in X}.  
Soit {\displaystyle X} une variété algébrique sur un corps {\displaystyle k}. Soit {\displaystyle {\bar {k}}} une clôture algébrique de {\displaystyle k}. On dit que {\displaystyle X}  est non singulière ou lisse si la variété {\displaystyle X_{\bar {k}}} obtenue après le changement de base {\displaystyle {\bar {k}}/k} est une variété régulière. 
Exemples
- Les espaces affines {\displaystyle \mathrm {Spm} k[T_{1},\ldots ,T_{n}]} et les espaces projectifs {\displaystyle \mathrm {Proj} k[T_{0},\ldots ,T_{n}]} sont non singulières.
- Une courbe plane {\displaystyle \mathrm {Spm} (k[T,S]/(F(T,S)))} est non singulière si et seulement si les polynômes {\displaystyle F,\partial F/\partial T,\partial F/\partial S} n'ont pas de zéro commun dans {\displaystyle {\bar {k}}^{2}} (ce qui équivaut à dire qu'ils engendrent l'idéal unité de {\displaystyle k[T,S]}).
- Si {\displaystyle k} est un corps imparfait (i.e. un corps qui n'est pas parfait), alors il existe {\displaystyle \lambda \in k} qui ne soit une puissance {\displaystyle p}-ième, où {\displaystyle p} est la caractéristique de {\displaystyle k}. Soit {\displaystyle k'=k[T]/(T^{p}-\lambda )} l'extension radicielle définie par la racine {\displaystyle p}-ième de {\displaystyle \lambda }. Alors {\displaystyle \mathrm {Spm} (k')} est une variété algébrique sur {\displaystyle k}, régulière mais pas non singulière.

Remarque Être régulière est une propriété absolue de la variété algébrique, alors qu'être non singulière dépend du corps de base que l'on considère. Dans l'exemple ci-dessus, {\displaystyle \mathrm {Spm} (k')} n'est pas non singulière en tant que {\displaystyle k}-variété, mais elle l'est en tant que {\displaystyle k'}-variété.

## Propriétés
- Si {\displaystyle X} est non singulière, alors elle est régulière. L'inverse est vrai si  {\displaystyle k} est parfait.
- Critère jacobien: Soit {\displaystyle X=\mathrm {Spm} [T_{1},...,T_{n}]/(F_{1},...,F_{m})} une variété algébrique affine connexe de dimension  d. Alors  {\displaystyle X}  est non singulière si et seulement si le rang de la matrice jacobienne {\displaystyle Jac_{x}(F_{1},...,F_{m})} est égal à n – d pour tout  {\displaystyle x}.
- Soit  {\displaystyle X} une variété algébrique complexe (i.e. définie sur le corps des nombres complexes). Soit  {\displaystyle X^{\mathrm {an} }} l'espace analytique complexe (en) associé à  {\displaystyle X}. Alors  {\displaystyle X} est non singulière si et seulement si  {\displaystyle X^{\mathrm {an} }} est une variété analytique complexe, c'est-à-dire localement biholomorphe à un ouvert d'un ℂn.
- Si {\displaystyle X} est non singulière et connexe de dimension n, alors {\displaystyle X} est irréductible et même intègre, et le faisceau des formes différentielles sur {\displaystyle X} est localement libre de rang n. Autrement dit, c'est un fibré vectoriel de rang n (appelé le fibré cotangent) sur {\displaystyle X}.
- Structure locale :  Contrairement aux variétés analytiques complexes ou différentielles, une variété algébrique, même non singulière, n'est pas localement (pour la topologie de Zariski) isomorphe à un ouvert d'un espace affine. Mais cela devient vrai si l'on remplace la topologie de Zariski par la topologie étale. En termes plus concrets, tout point d'une variété algébrique non singulière possède un voisinage ouvert (de Zariski !) qui est étale au-dessus d'un ouvert d'un espace affine.